# Fiszka

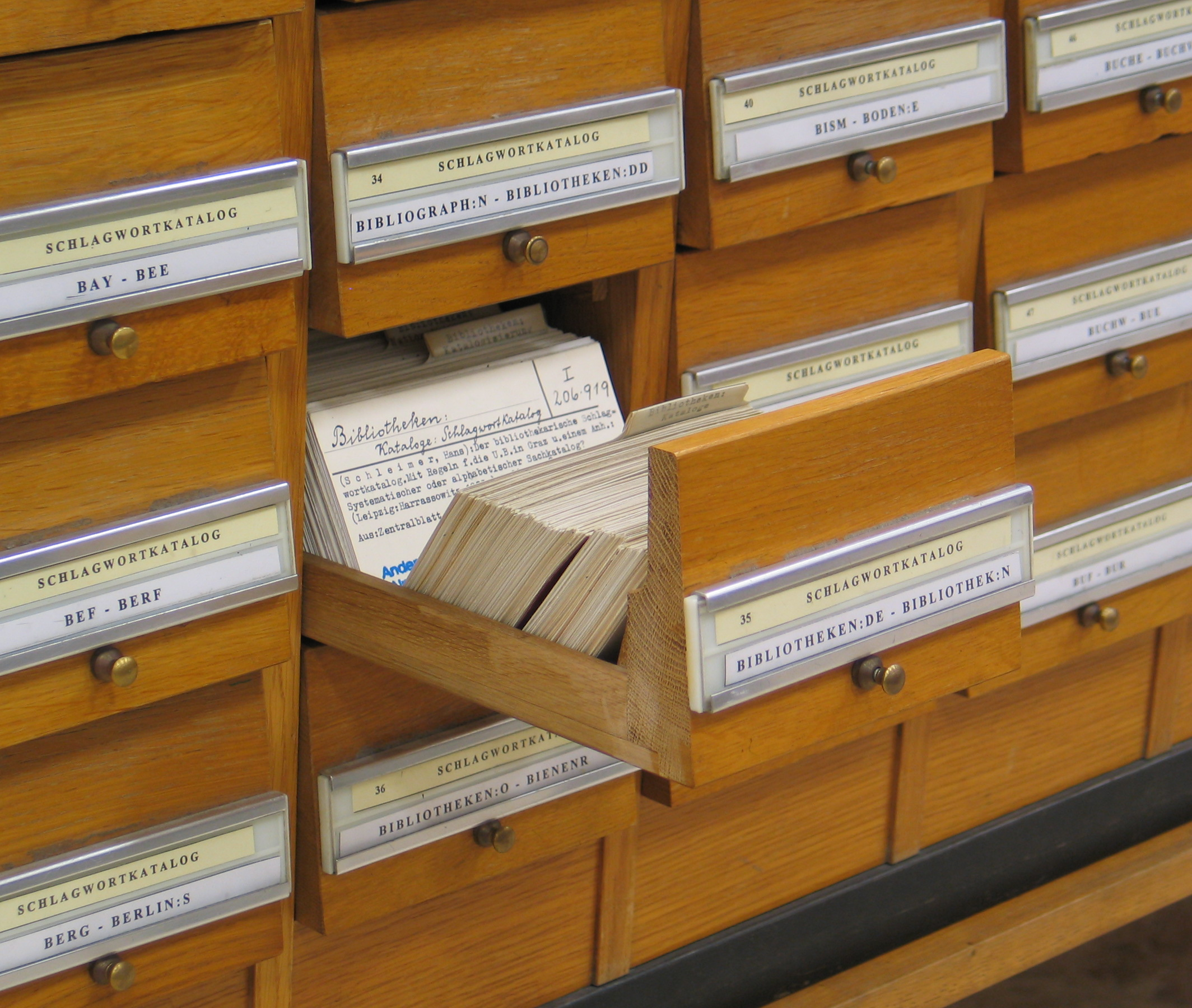
Katalog biblioteczny z fiszkami bibliograficznymi

Fiszka (fr. fiche) – kartka w kartotece dotycząca określonego hasła i zawierająca związane z nim informacje lub notatki. Fiszki wykorzystuje się m.in. w katalogach bibliotecznych. Te tzw. fiszki bibliograficzne zawierają tytuł książki, jej autora, miejsce i rok wydania itp. (zob. zapis bibliograficzny). Fiszki wykorzystuje się także w innego rodzaju katalogach. Mianem tym można w znaczeniu ogólniejszym określić dowolną, zwykle niewielkich rozmiarów, kartkę zawierającą notatki.

## Fiszki jako samodzielnie wykonana pomoc naukowa

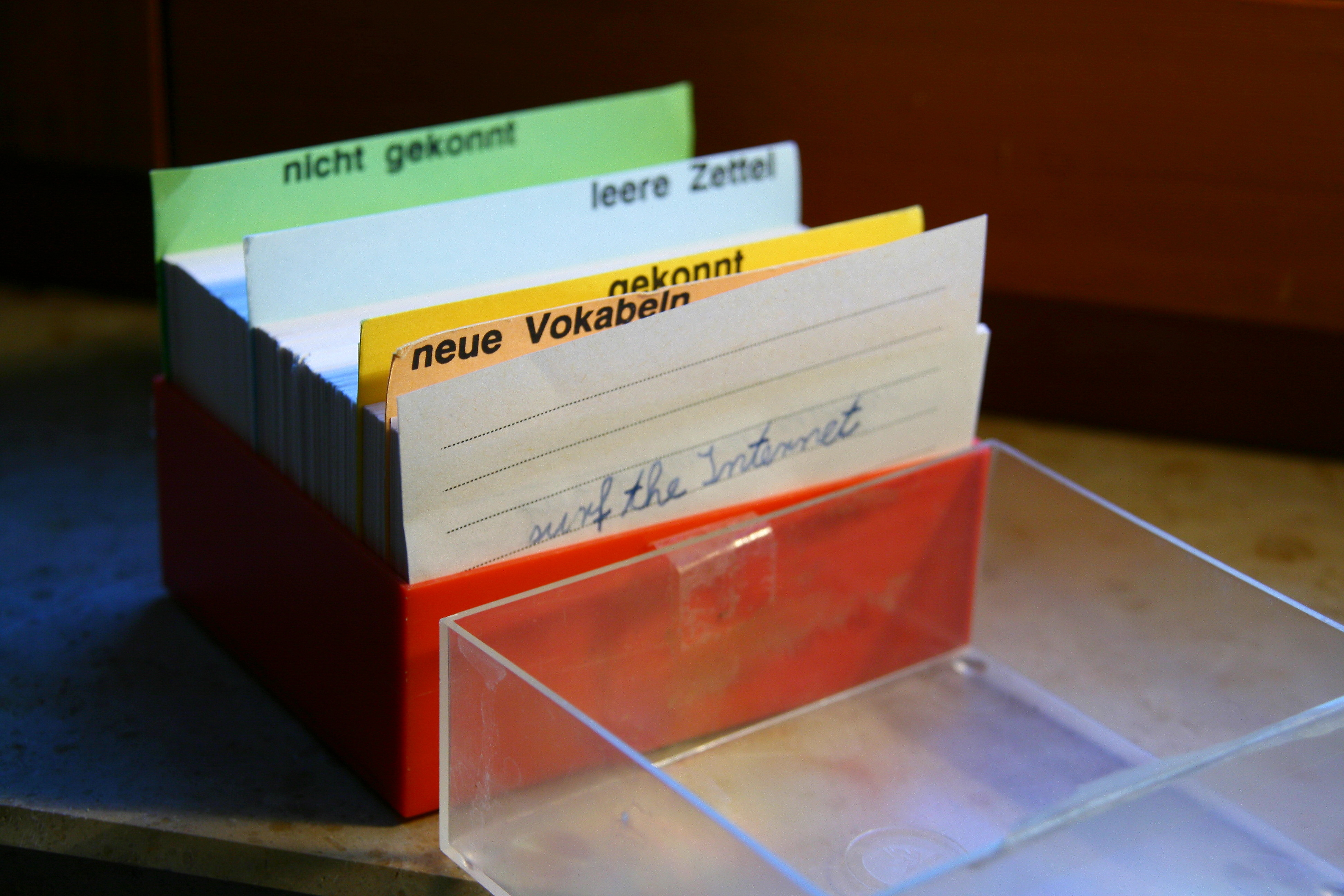
Pudełko z samodzielnie wykonanymi fiszkami; w środkowej przegródce puste arkusiki przeznaczone do zapisania

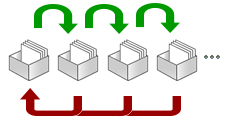
Możliwa jest również nauka z wykorzystaniem odrębnych pudełek

Fiszki można także wykorzystywać jako samodzielnie wykonaną pomoc naukową służącą do systematycznego uczenia się. Fiszka to kartonik z hasłem, słówkiem, datą historyczną lub pytaniem na awersie oraz definicją, tłumaczeniem, objaśnieniem lub odpowiedzią na stronie odwrotnej (rewersie). Przy pomocy wielu przegródek (np. w pudełku z przegródkami) lub odrębnych pudełek czy nawet stosów z fiszkami możliwa jest nauka i powtórka wszelkich danych, słówek, faktów czy dat.
Przykład: trzy przegródki: 1, 2 oraz 3. Na początku wszystkie fiszki znajdują się w przegródce 1 - dokonuje się codziennych powtórek fiszek z tejże przegródki; fiszki z przegródki 2 powtarzane są co drugi dzień, fiszki z przegródki 3 np. co czwarty dzień. Jeżeli uczący się zna już odpowiedź, to fiszka wędruje do kolejnej (wyższej) przegródki. Jeżeli nie jest znana prawidłowa odpowiedź, fiszka wędruje do najniższej przegródki. Celem nauki jest umieszczenie wszystkich fiszek w przegródce najwyższej. Aktualnie najpowszechniejszym rozwiązaniem autodydaktycznym jest posługiwanie się pudełkiem z pięcioma przegródkami.
Istnieją także modyfikacje pierwotnej metody nauki przy pomocy fiszek polegające np. na tym, że udzielenie niepoprawnej odpowiedzi nie jest traktowane aż tak rygorystycznie i dana fiszka wraca tylko o jeden poziom niżej. 
Autorem tego systemu jest niemiecki publicysta Sebastian Leitner, który przedstawił go w roku 1973 w swoim dziele noszącym pierwotnie tytuł Lernen lernen (dzisiejszy tytuł jego książki to So lernt man lernen, czyli „Tak nauczysz się uczyć”). W Polsce książka ta ukazała się pod tytułem „Naucz się uczyć”. Ogólne pojęcie "fiszki" jako narzędzia (auto)dydaktycznego po raz pierwszy sformułował jednak już Celestyn Freinet. 
Powstają liczne edukacyjne programy komputerowe bazujące bezpośrednio na ścisłych założeniach Leitnera, np. Teachmaster, Pauker, ProVoc, Voc2brain, jMemorize, FlashQard, FreshMemory, Granule, VTrain. Istnieją także aplikacje tego typu napisane specjalnie dla telefonów komórkowych. Na uwagę zasługują również popularne aplikacje wykorzystujące mniej lub bardziej zmodyfikowany algorytm Leitnera, np. Anki (możliwość nauki również na współczesnych smartfonach oraz tabletach PC) czy Mnemosyne.

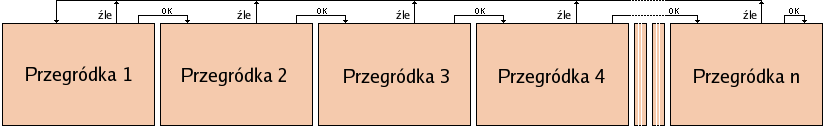
Schemat nauki z wykorzystaniem fiszek

## Literatura polskojęzyczna
- Sebastian Leitner, Naucz się uczyć. Wydawnictwo Cztery Głowy, Gdańsk 2011. ISBN 978-83-62937-59-2
- Wincenty Okoń, Janina Dembska, Bolesław Niemierko: Pięciojęzyczny słownik terminów pedagogicznych - polski, angielski, francuski, niemiecki i rosyjski, Ossolineum, Wrocław 1990, ISBN 83-04-03149-3
- Wincenty Okoń: Zarys pedagogiki ogólnej, Państwowe Zakłady Wydawnictw Szkolnych, Warszawa 1968, pozycja bez ISBN
- Wincenty Okoń: Nowy słownik pedagogiczny, Wydawnictwo Akademickie ŻAK, Warszawa 2007, ISBN 978-83-89501-19-6
- Opracowanie zbiorowe: Encyklopedia pedagogiczna XXI wieku. T. 1, A-F, Wydawnictwo Akademickie ŻAK, Warszawa 2003, ISBN 978-83-88149-92-4
- Hanna Komorowska: Metodyka nauczania języków obcych, Wydawnictwo Fraszka Edukacyjna, Warszawa 2002, ISBN 83-88839-45-4
- Waldemar Pfeiffer: Nauka języków obcych od praktyki do praktyki, Wydawnictwo Wagros, Poznań 2001, ISBN 83-87388-02-5
- Ewa Filipiak: Od Celestyna Freineta do edukacji zintegrowanej w poszukiwaniu modelu wczesnej edukacji, czyli o tym, jak zorganizować sytuacje edukacyjne wyzwalające aktywność własną dziecka, Uniwersytet Kazimierza Wielkiego w Bydgoszczy, Bydgoszcz 2000, ISBN 83-7096-330-7

## Literatura niemieckojęzyczna
- Sebastian Leitner: So lernt man lernen, wydanie 13. Verlag Herder, Freiburg 1995, ISBN 3-451-05060-9
- Peter Fenske: Das kleine Buch vom Lernen. Bio-logisch lernen mit der 5-Fächer-Lernbox. AOL Verlag, ISBN 3-89312-411-X